# Edda Soligo
Edda Soligo (Firenze, 17 luglio 1905 – Roma, 2 marzo 1984) è stata un'attrice italiana.

## Biografia
Ha avuto, come caratterista una carriera cinquantennale, iniziata nel 1934 con l'interpretazione di La mia vita sei tu.

## Filmografia

### Cinema
- La mia vita sei tu, regia di Pietro Francisci (1935)
- Passaporto rosso, regia di Guido Brignone (1935)
- Amo te sola, regia di Mario Mattoli (1936)
- Passaporto rosso, regia di Guido Brignone (1936)
- Felicita Colombo, regia di Mario Mattoli (1937)
- Il fu Mattia Pascal (1937)
- Vivere! (1937)
- Il signor Max (1937)
- Stasera alle undici (1938)
- L'albero di Adamo (1938)
- Tutta la vita in una notte (1938)
- L'argine (1938)
- Nonna Felicita (1938)
- Napoli che non muore (1939)
- Belle o brutte si sposan tutte..., regia di Carlo Ludovico Bragaglia (1939)
- L'amore si fa così (1939)
- Una romantica avventura (1940)
- Piccolo alpino (1940)
- Il sogno di tutti (1940)
- Notte di fortuna, regia di Raffaello Matarazzo (1941)
- I mariti (Tempesta d'anime) (1941)
- L'amante segreta (1941)
- Il re si diverte (1941)
- È caduta una donna, regia di Alfredo Guarini (1941)
- Le due orfanelle (1942)
- Bengasi (1942)
- Acque di primavera (1942)
- Il birichino di papà (1942)
- Il treno crociato (1943)
- 4 ragazze sognano (1943)
- La vispa Teresa (1943)
- Senza una donna (1943)
- Nessuno torna indietro (1945)
- Lo sbaglio di essere vivo (1945)
- Abbasso la ricchezza! (1946)
- Taxi di notte, regia di Carmine Gallone (1950)
- È più facile che un cammello... (1950)
- I figli non si vendono (1952)
- Tre storie proibite, regia di Augusto Genina (1952)
- La figlia del diavolo, regia di Primo Zeglio (1952)
- ...e Napoli canta! di Armando Grottini (1953)
- Bufere (1953)
- Frine, cortigiana d'Oriente (1953)
- Vestire gli ignudi (1954)
- La rivale, regia di Anton Giulio Majano (1955)
- Adriana Lecouvreur (1955)
- Noi siamo le colonne (1956)
- Giovanni dalle Bande Nere, regia di Sergio Grieco (1956)
- La trovatella di Pompei (1957)
- Il momento più bello (1957)
- Afrodite, dea dell'amore, regia di Mario Bonnard (1958)
- La legge (1958)
- Robin Hood e i pirati (1960)
- La ragazza con la valigia (1961)
- Canterbury proibito (1972)

### Televisione
- L'Alfiere - Sceneggiato televisivo (1956)
- Orgoglio e pregiudizio - Sceneggiato televisivo (1957)
- Jane Eyre - Sceneggiato televisivo (1957)
- Una tragedia americana (1962)
- I miserabili - Sceneggiato televisivo (1964)
- Le avventure di Laura Storm - Miniserie televisiva, episodio I due volti della verità (1966)
- Quinta colonna - Sceneggiato televisivo (1966)
- Breve gloria di mister Miffin - Sceneggiato televisivo (1967)
- Le inchieste del commissario Maigret - Serie televisiva, episodi: L'affare Picpus (1965) e Il cadavere scomparso (1968)
- E le stelle stanno a guardare - Sceneggiato televisivo (1971)
- La pietra di Luna - Sceneggiato televisivo (1972)
- Blaise Pascal - Sceneggiato televisivo (1972)
- Qui squadra mobile - Serie televisiva, episodio Un caso ancora aperto (1973)
- Ho incontrato un'ombra - Miniserie televisiva (1974)
- Il commissario De Vincenzi - episodio Il mistero delle tre orchidee (1974)
- Dov'è Anna? - Sceneggiato televisivo (1976)
- Sacco e Vanzetti - Miniserie televisiva (1977)
- L'eredità della priora, regia di Anton Giulio Majano - Sceneggiato televisivo (1980)
- I racconti del maresciallo - episodio La contessa dell'isola (1984)

## Prosa televisiva Rai
- La sorridente signora Beudet, regia di Guglielmo Morandi, trasmessa il 7 settembre 1956.
- Sigfrido, regia di Guglielmo Morandi, trasmessa l'8 maggio 1959.
- La casa delle sette torri, regia di Guglielmo Morandi, trasmessa l'11 settembre 1959.
- La casa sulla frontiera, regia di Maurizio Scaparro, trasmessa il 7 febbraio 1969.

## Prosa radiofonica EIAR
- La donna in vetrina, commedia di Luigi Antonelli, trasmessa il 5 gennaio 1936
- Trampoli di Sergio Pugliese, regia di Aldo Silvani, trasmessa nel 1937.

## Prosa radiofonica Rai
- Pietra fra pietre di Hermann Sudermann, regia di Alberto Casella, trasmessa il 1º dicembre 1951.
- Ricordo la mamma di John Van Druten, regia di Anton Giulio Majano, trasmessa il 18 ottobre 1951.
- Scala sinistra pensione Medea, di Sergio Pugliese, regia di Pietro Masserano Taricco, trasmessa il 6 dicembre 1952.
- L'eterno marito, di Dostoievski, regia di Luigi Chiarini, trasmessa il 13 febbraio 1953
- Quando il destino vuole di Renato Mainardi, regia di Anton Giulio Majano, trasmessa il 27 febbraio 1957.
- La calzolaia ammirevole, commedia di Federico Garcia Lorca, regia di Guglielmo Morandi, trasmessa il 24 luglio 1957
- La maestrina di Dario Niccodemi, regia di Guglielmo Morandi, trasmessa il 12 agosto 1957.